# Areogun
Dada Areogun (geboren um 1880 in Osi-Ilorin, Kwara; gestorben 1954) war ein nigerianischer Bildhauer. Er gehört zu den bekanntesten Schnitzern und Holzkünstlern der Yoruba.

## Leben und Werk

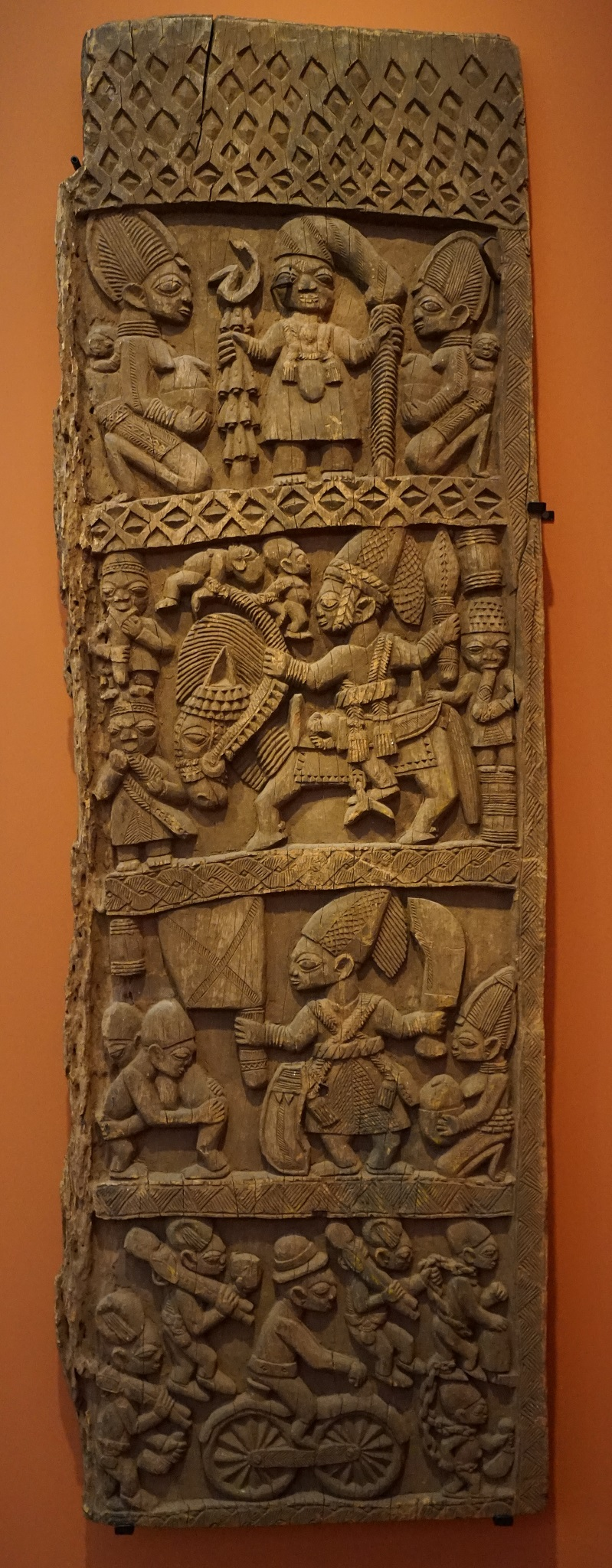
Areogun: Ilekun Aafin, 1930–1940 (Museum Rietberg)

Areogun wurde um 1880 als Dada im Dorf Osi geboren und wurde Vater des Bildhauers George Bandele (1910–1995). Im Gegensatz zu seinem Sohn war Areogun kein Christ. Prägend in seiner Kindheit waren Sklavenjagden des Königs von Nupe.
Areogun war 15 oder 16 Jahre Schüler des Meisterbildhauers Bangboshe (gest. 1920) aus Osi-Ilorin, anschließend war Fisan aus Isare sein Lehrer. In den frühen 1920er Jahren begann Areogun seine Werke zu signieren. Er erhielt als Künstler den Ehrennamen „Aerõgun-yanna“ bzw. „Aorwogun“. Übersetzt bedeutet dieser „derjenige, der durch Ogúns Werkzeuge Geld erhält und es großzügig ausgibt“. Ogún war bei den Yoruba der Orisha des Eisens sowie Patron der Schmiede, Krieger, Jäger und der Bildhauer.
Bei den Yoruba galt Areogun als „Experte, dessen Skulpturen den Betrachter blenden“, sowie als „derjenige, der weiß, wie man für Könige angemessen schnitzt“. Der an afrikanischer Kunst interessierte Missionar Kevin Carroll machte ihn durch seine Schriften einem breiteren Publikum und Kunsthistorikern bekannt.
Areogun war ein Künstler der historischen Kunst der Yoruba und bekannt für seine Türblätter und Hauspfosten, Epa-Masken sowie für seltene, große Ibeji-Zwillingsskulpturen und für religiöse Skulpturen. In seiner fast fünfzigjährigen Karriere entwickelte er einen „unverwechselbaren“ Stil und emanzipierte sich von denen seiner Lehrer. Sein Stil zeichnete sich durch rundere Formen aus, charakteristische Merkmale waren die unverhältnismäßig großen Ohren und halb geschlossenen Augenlider. Areoguns „einzigartige Handwerkskunst“, mit „der Finesse ihrer Kompositionen, der subtilen Patina ihrer Skulpturen und der Komplexität ihrer Darstellungen“, inspirierte Generationen von Bildhauern der Yoruba.
Werke Areoguns befinden sich beispielsweise in Sammlungen des Museums Rietberg in Zürich, des British Museums, des Glenbow Museums in Calgary oder des Saint Louis Art Museums (SLAM). Der Wert einer Ogboni-Trommel wurde von Sotheby’s auf 20.000 bis 30.000 US-Dollar geschätzt. Ein Türflügel im Besitz des Museums Rietberg zeigt in vier Paneelen zeitgeschichtliche Motive: Priester und Gottheiten, Krieg und Kolonisierung sowie einen Kolonialbeamten auf einem Fahrrad, der zwei aneinandergeketteten Sklaven folgt. Das Werk wird auf die Zeit um 1935 datiert und wurde 1964 von einem deutschen Sammlerehepaar erworben. Das Museum erhielt 2009 den Zuschlag bei einer Versteigerung des Kunstauktionshauses Lempertz in Brüssel.

## Belege
1. ↑  Hans J. Münk, Michael Durst: Christentum – Kirche – Kunst. Beiträge zur Reflexion und zum Dialog. Freiburg, Schweiz 2004, ISBN 978-3-7228-0625-9. S. 166.
2. ↑  Christopher O. Adejumo: Pragmatism in Yoruba Art: Dada Areogun’s Narrative Woodcarving as Cultural Stewardship. Englisch, abgerufen am 30. Januar 2025.
3. ↑  britishmuseum.org: Dada, known as Areogun. Englisch, abgerufen am 30. Januar 2025.
4. 1 2 3  ibeji.fr: Dada Arowogun (Areogun) 1880–1954. Englisch, abgerufen am 30. Januar 2025.
5. ↑  Sotheby’s: A Yoruba Ogboni drum by Aerogun of Osi Illorin, Nigeria. Englisch, abgerufen am 30. Januar 2025.
6. ↑  Ilekun Aafin, Türe mit Reliefschnitzereien (siehe Foto). Museum Rietberg, Inventarnummer 2009.1218.

| Personendaten    | Personendaten              |
| ---------------- | -------------------------- |
| NAME             | Areogun                    |
| ALTERNATIVNAMEN  | Aorwogun; Areogun, Dada    |
| KURZBESCHREIBUNG | nigerianischer Bildhauer   |
| GEBURTSDATUM     | 1880                       |
| GEBURTSORT       | Osi-Ilorin, Kwara, Nigeria |
| STERBEDATUM      | 1954                       |